# Mia Araujo
Mia Araujo (Los Angeles) é uma pintora argentina-americana mais conhecida por suas elaboradas e detalhadas obras de surrealismo e fantasia. Seu trabalho tem sido exibido em muitas galerias internacionalmente reconhecidas, incluindo a Galeria Roq La Rue, em Seattle, a Galeria Corey Helford, na Califórnia, e a Galeria Dorothy Circo, em Roma, Itália. Seu trabalho tem sido destaque em conhecidas publicações sobre arte como a Hi-Fructose Magazine, Juxtapoz e a Sociedade de Ilustradores de Los Angeles.
Californiana, Mia formou-se como a melhor aluna da turma na Faculdade de Arte e Design Otis com um diploma de Bacharel em Artes em ilustração. Seu trabalho foi exibido pela primeira vez na Galeria Roq La Rue, em 2008. Desde então, seu trabalho já foi apresentado em mais de 25 galerias dos Estados Unidos. Suas pinturas tendem ao surrealismo, fantasia e sugetivismo, tendo denominado algumas de suas influências artísticas como sendo Arthur Rackham, de Hayao Miyazaki, Takehiko Inoue, Glen Keane e Kinuko Craft.